# Лунка-де-Жос (комуна)
Лунка-де-Жос (рум. Lunca de Jos) — комуна у повіті Харгіта в Румунії. До складу комуни входять такі села (дані про населення за 2002 рік):
- Барацкош (237 осіб)
- Валя-Борош (434 особи)
- Валя-Интунекоасе (249 осіб)
- Валя-Капелей (309 осіб)
- Валя-Рече (2203 особи)
- Валя-луй-Анталок (261 особа)
- Лунка-де-Жос (1108 осіб) — адміністративний центр комуни
- Пояна-Фагулуй (264 особи)
- Пунтя-Лупулуй (162 особи)

Комуна розташована на відстані 236 км на північ від Бухареста, 25 км на північний схід від М'єркуря-Чука, 139 км на південний захід від Ясс, 104 км на північ від Брашова.

## Населення
За даними перепису населення 2002 року у комуні проживали 5227 осіб.
Національний склад населення комуни:
| Національність            | Кількість осіб | Відсоток |
| ------------------------- | -------------- | -------- |
| угорці                    | 5175           | 99,0%    |
| румуни                    | 42             | 0,8%     |
| чанго                     | 1              | < 0,1%   |
| не вказали національність | 9              | 0,2%     |

Рідною мовою назвали:
| Мова      | Кількість осіб | Відсоток |
| --------- | -------------- | -------- |
| угорська  | 5183           | 99,2%    |
| румунська | 44             | 0,8%     |

Склад населення комуни за віросповіданням:
| Релігія                             | Кількість осіб | Відсоток |
| ----------------------------------- | -------------- | -------- |
| римо-католики                       | 5177           | 99,0%    |
| православні                         | 35             | 0,7%     |
| реформати                           | 10             | 0,2%     |
| греко-католики                      | 2              | < 0,1%   |
| лютерани (Аугсбурзького сповідання) | 2              | < 0,1%   |
| унітарії                            | 1              | < 0,1%   |